# Oskar Mayer
Oskar Mayer (* 12. Jänner 1941 in Wien) ist ein ehemaliger österreichischer Politiker (ÖVP) und AHS-Lehrer. Mayer war von 1987 bis 1990 Abgeordneter zum österreichischen Nationalrat.
Mayer besuchte nach der Volksschule ein Realgymnasium, das er 1958 mit der Matura abschloss. Er studierte danach Lehramt für Deutsch und Englisch an der Universität Wien und schloss sein Studium mit der Promotion zum Doktor ab. Er war beruflich zwischen 1966 und 1987 als Lehrer am Gymnasium des Kollegiums der Gesellschaft Jesu in Kalksburg tätig. Mayer engagierte sich in der Schulpolitik und wurde 1972 Mitglied des Zentrums für Schulversuche und Schulentwicklung beim Bundesministerium für Unterricht, Kunst und Sport sowie Obmann des Zentralausschusses beim Bundesministerium für Unterricht, Kunst und Sport für die Bundeslehrer. Des Weiteren war er ab 1982 Mitglied des Zentralvorstandes der Gewerkschaft öffentlicher Dienst und vertrat die Österreichische Volkspartei zwischen dem 29. Jänner 1987 und dem 4. November 1990 im Nationalrat. Er ist Mitglied der katholischen Studentenverbindung K.Ö.H.V. Amelungia Wien im ÖCV.